# Esaias Trellman
Esaias Trellman, född 15 januari 1689 i Hagshults socken, Jönköpings län, död 22 april 1740 i Algutsboda socken, Kronobergs län, var en svensk präst.

## Biografi
Esaias Trellman föddes 15 januari 1689 i Hagshults socken. Han var son till komministern Israel Trellman och Elisabet Nebb. Trellman blev 1709 student vid Åbo akademi och prästvigdes 1714. Han disputerade 1719 vid Lunds universitet och promoverades till filosofie magister där 1720. Trellman blev 1721 utnämnd till hospitalssyssloman i Växjö och tillträdde 1722. År 1734 blev han kyrkoherde i Algutsboda församling. Trellman avled 22 april 1740 i Algutsboda socken.
Trellman gifte sig första gången med Christina Catharina Hoffling (1696–1734). Hon var dotter till kyrkoherde Jacob Hoffling och Rebecka Lindelia. Trellman gifte sig andra gången med Marta Edman. Hon hade tidigare varit gift med kyrkoherden Andreas Unnerus i Gränna. Trellman och Edman fick tillsammans barnen Catharina, Elisabet, Eva Ulrica, Andreas (1718–1729) och Jacob (född 1725).